# Julia King
Julia Elizabeth King (née le 11 juillet 1954) est une ingénieur britannique et membre crossbench de la Chambre des lords, actuelle présidente du Carbon Trust et du Henry Royce Institute, et vice-chancelière de l'Université Aston de 2006 à 2016 .

## Éducation

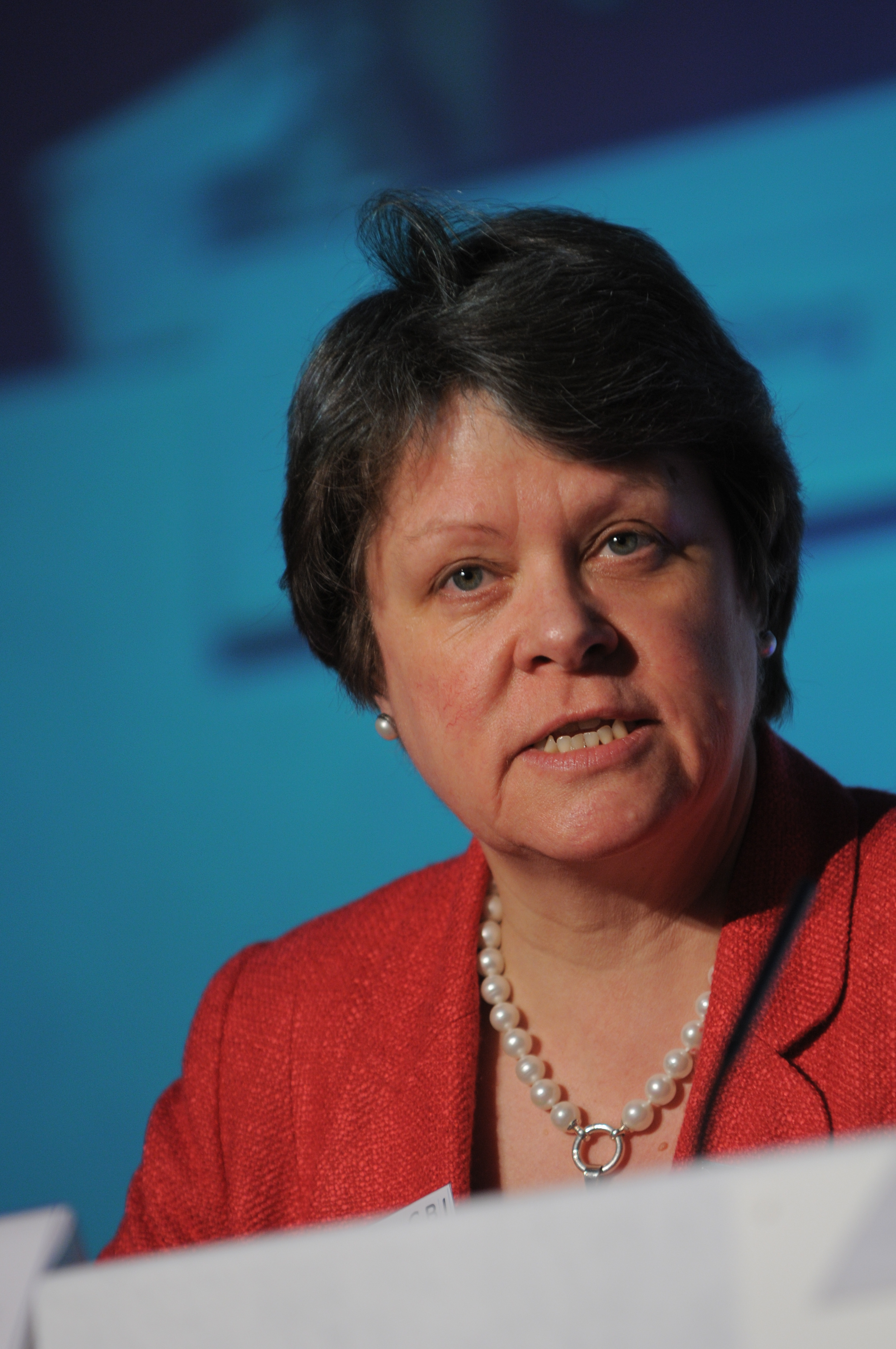
Julia King au sommet sur le changement climatique de la Confédération de l'industrie britannique (CBI) en 2008

King est né à Londres le 11 juillet 1954. Elle fait ses études à la Godolphin and Latymer Girls' School et à New Hall, à Cambridge, et obtient un premier diplôme en sciences naturelles à l'Université de Cambridge en 1975, suivi d'un doctorat en mécanique de la rupture en 1978.

## Carrière
King continue à Cambridge en tant que chercheuse associée à Rolls-Royce pendant 2 ans avant d'occuper un poste de chargé de cours à l'Université de Nottingham de 1980 à 1987. En 1987, elle devient la première chercheuse principale de l'Académie royale d'ingénierie. Elle retourne ensuite à Cambridge, occupant une série de postes de recherche et d'enseignement de 1987 à 1994. En 1994, elle rejoint Rolls Royce où elle occupe plusieurs postes de direction, notamment celui de responsable des matériaux, de directeur général des systèmes de ventilation et de directeur technique de l'activité marine. Elle est nommée directrice générale de l'Institut de physique en septembre 2002. De septembre 2004 à décembre 2006, elle est directrice de la faculté d'ingénierie de l'Imperial College de Londres, après quoi elle rejoint l'Université Aston comme vice-chancelière  où elle sert jusqu'en septembre 2016, date à laquelle elle est remplacée par Alec Cameron . King est nommée présidente de STEM Learning Ltd en septembre 2016.
Elle occupe un certain nombre de postes publics de haut niveau et travaille en étroite collaboration avec le gouvernement sur les questions d'éducation et de technologie. Elle est membre du Comité sur le changement climatique , de la Commission des aéroports , est l'ambassadrice des entreprises à faible émission de carbone du Royaume-Uni et était auparavant directrice non exécutive du Département des Affaires, de l'Innovation et des Compétences.
Elle est membre inaugurale du conseil d'administration de l'Institut européen d'innovation et de technologie et est une ancienne membre du Forum économique mondial. Elle est membre du conseil d'administration du conseil d'ingénierie et de technologie (maintenant EngineeringUK) de 2004 à 2008 et dirige un groupe de travail de l'Académie royale d'ingénierie sur « Eduquer les ingénieurs pour le XXIe siècle» qui publie son rapport final en juin 2007. King conseille le ministère de la Défense en tant que président du Conseil consultatif des sciences de la défense et le Cabinet Office en tant que membre du Forum sur la sécurité nationale. Elle est également membre non exécutif du Technology Strategy Board pendant cinq ans.
Elle est directrice non exécutive d'Angel Trains  et directrice non exécutive de la Green Investment Bank . Elle est membre du Greater Birmingham and Solihull Local Enterprise Partnership  du Engineering and Physical Sciences Research Council, et du Board of Universities UK, présidant son groupe de travail sur l'Innovation et la croissance.
King est nommée par Gordon Brown, alors chancelier de l'Échiquier, en mars 2007 pour diriger la King Review afin d'examiner les technologies des véhicules et des carburants qui, au cours des 25 prochaines années, pourraient contribuer à réduire les émissions de carbone du transport routier. Le rapport analytique intermédiaire est publié en octobre 2007 et les recommandations finales en mars 2008. Elle publie plus de 160 articles sur la fatigue et la fracture dans les matériaux de structure et les développements de la technologie de propulsion aérospatiale et marine, et reçoit également les médailles Grunfeld, John Collier, Lunar Society  Constance Tipper  Bengough et Kelvin, ainsi que le prix Erna Hamburger et le prix du président 2012 du Conseil des professeurs d'ingénierie.

### Honneurs et récompenses
En 1997, elle est élue membre de la Royal Academy of Engineering (FREng) et nommée Commandeur de l'Ordre de l'Empire britannique (CBE) pour les services rendus à l'ingénierie des matériaux lors de l'Anniversaire 1999. Elle est Liveryman de la Goldsmiths' Company, diplômée honoraire de Queen Mary, de l'Université de Londres, de l'Université de Manchester  de l'Université d'Exeter et membre honoraire du Murray Edwards College, de Cambridge, de l'Université de Cardiff et des institutions de Engineering and Technology, la Society for the Environment et la British Science Association. En 2006, elle présente la conférence Higginson. Le 5 mai 2010, elle prononce la 6e conférence commémorative de l'Institution of Chemical Engineers John Collier  . Elle est l'ambassadrice des entreprises à faible émission de carbone du gouvernement britannique. Elle est nommée comme ingénieur Inspirer femme par la Royal Academy of Engineering . Elle est promue Dame Commandeur de l'Ordre de l'Empire britannique (DBE) dans le honneurs d'anniversaire de 2012 pour les services à l'enseignement supérieur et de la technologie.
Le 13 octobre 2015, elle est nommée pair à vie par la Commission des nominations de la Chambre des Lords. Elle siège en tant que Crossbencher  sous le titre de baronne Brown de Cambridge, de Cambridge dans le comté de Cambridgeshire. Elle est élue Fellow de la Royal Society (FRS) en 2017 . La même année, elle est nommée l'un des deux mécènes de la Royal Microscopical Society, l'autre étant une membre de la Chambre des Lords, la baronne Finlay de Llandaff .

## Vie privée
Elle est mariée à Colin William Brown, chef de la direction à l'Institution of Mechanical Engineers .